# Усово (Тамбовская область)
Усо́во — деревня в Бондарском районе Тамбовской области. Входит в состав Граждановского сельсовета. Известна как местность, где жил и творил П. И. Чайковский.

## География
Деревня находится на северо-востоке центральной части Тамбовской области, в лесостепной зоне.

### Климат
Климат умеренно континентальный, относительно сухой, с холодной продолжительной зимой и тёплым летом. Средняя температура воздуха самого холодного месяца (января) — −11,5 — −10,5 °C (абсолютный минимум — −30 °C); самого тёплого месяца (июля) — 19,5 — 20,5 °C (абсолютный максимум — 32 °С). Среднегодовое количество атмосферных осадков составляет около 501 мм, из которых большая часть выпадает в тёплый период. Продолжительность залегания снежного покрова составляет в среднем 135 дней.

## История
В XIX веке имение Шиловских, где П. И. Чайковский закончил такие свои произведения, как «Буря» (1873), опера «Вакула кузнец» (1874) и симфония № 3 (1875).

## Население
| 2002 | 2010 | 2012 | 2014 | 2015 |
| ---- | ---- | ---- | ---- | ---- |
| 80   | ↘54  | ↗68  | ↘59  | ↗60  |